# Plage de Roseau
La plage de Roseau est une plage de sable volcanique noir située entre Goyave et Capesterre-Belle-Eau en Guadeloupe.

## Description
La plage de Roseau, longue de 350 m, se situe au nord de Capesterre-Belle-Eau entre la pointe du Carénage au nord et la pointe Constant au sud. 
Plage familiale, entièrement aménagée, avec parking, carbets, tables et douches, protégé par la barrière de corail, elle est constituée de bassins de baignade séparés par des digues.

## Histoire
La plage fait l'objet de fouilles archéologiques en juillet 1966. Edgar Clerc y découvre en surface une vingtaine de tessons. Ses travaux sont repris dans les années 1990 par G. Richard et E. Gassies. Ils mettent en évidence une ravine naturelle servant de fosse de rejet dont le remplissage est organisé en trois niveaux principaux. Le mobilier céramique, daté par le radiocarbone permet d'établir une occupation du site entre 1000 et 1500 apr. J.-C.

## Galerie

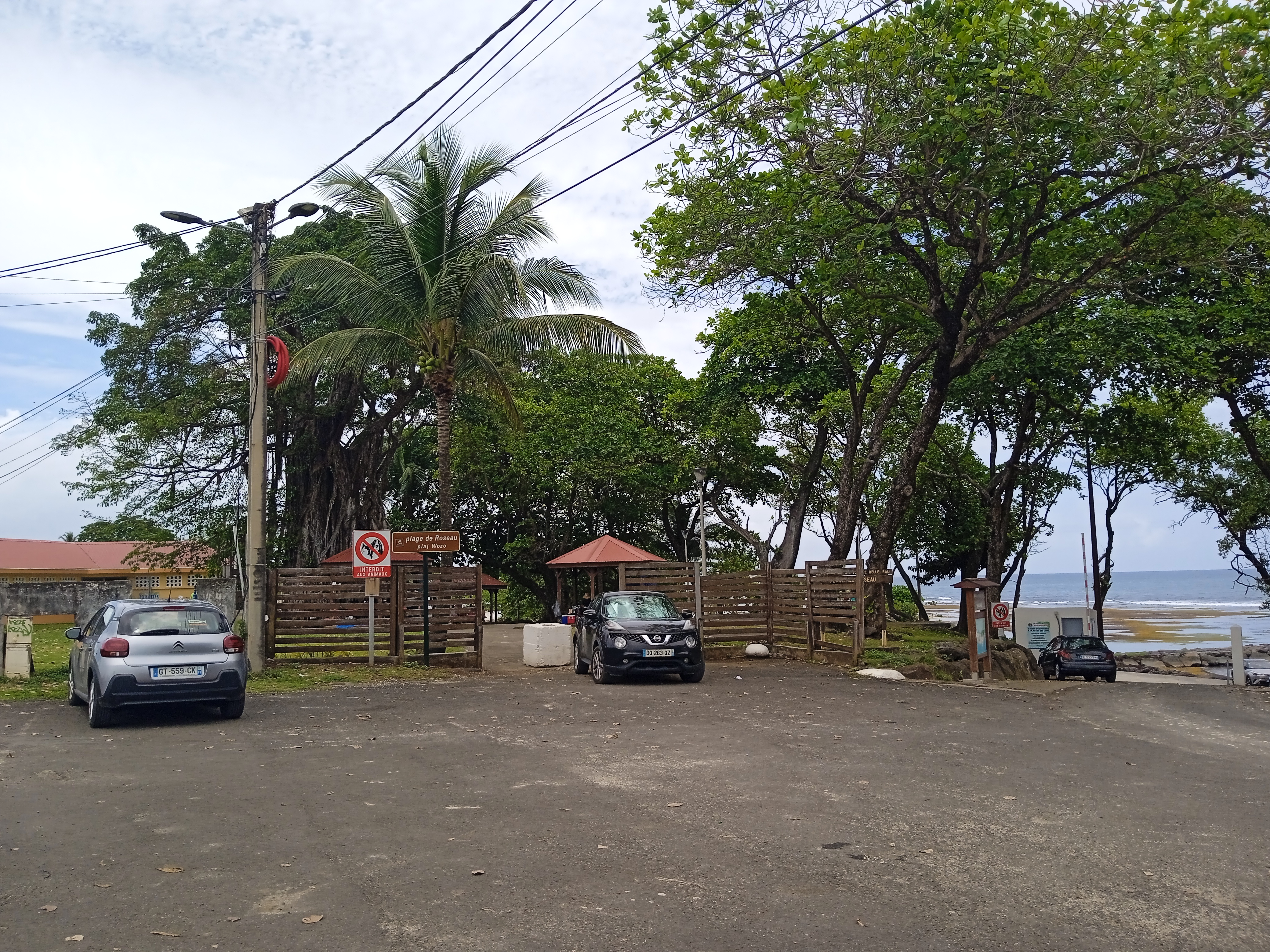
Entrée de la plage de Roseau.
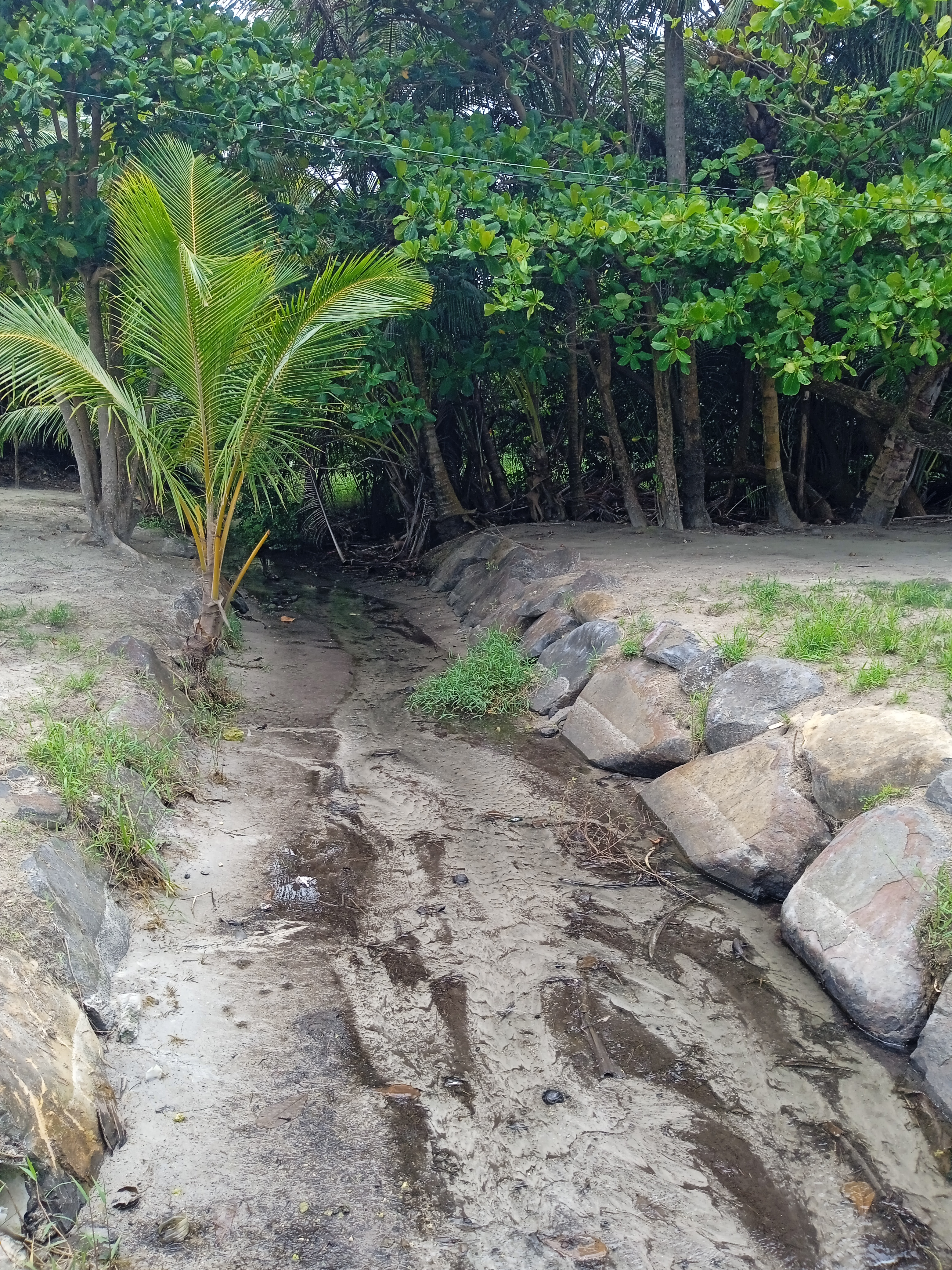
Passage à gué de la plage de Roseau.
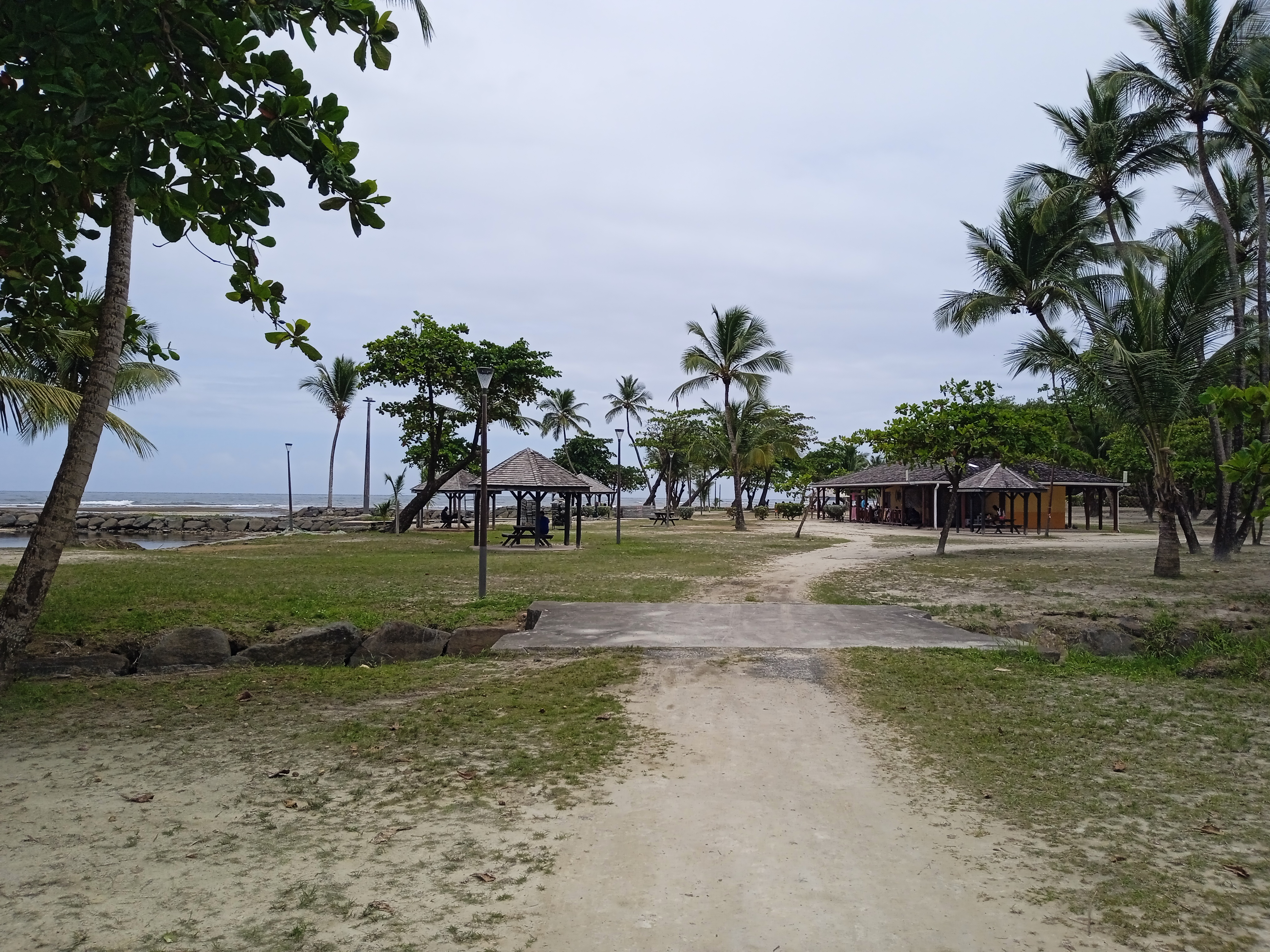
Aménagements.
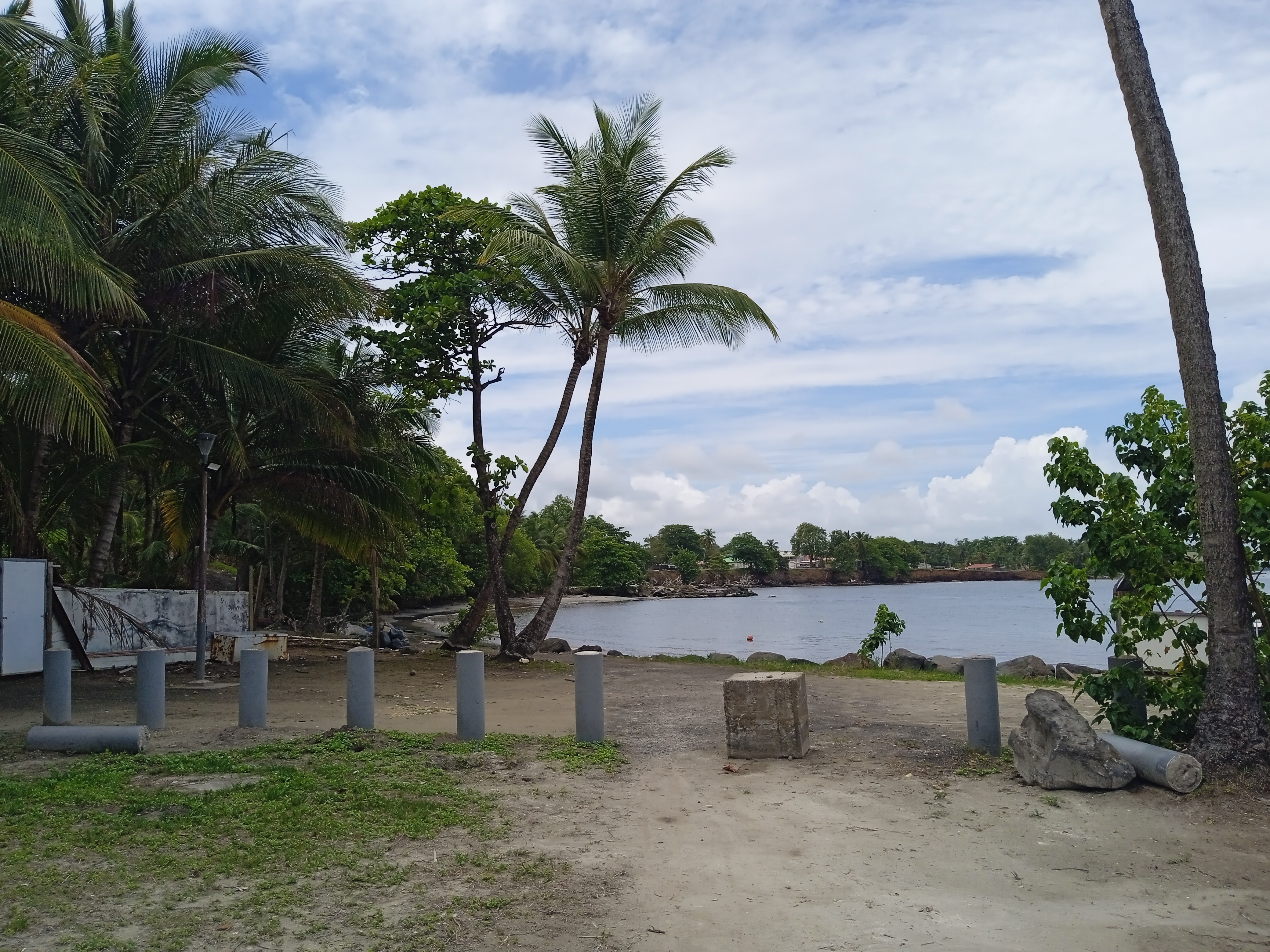
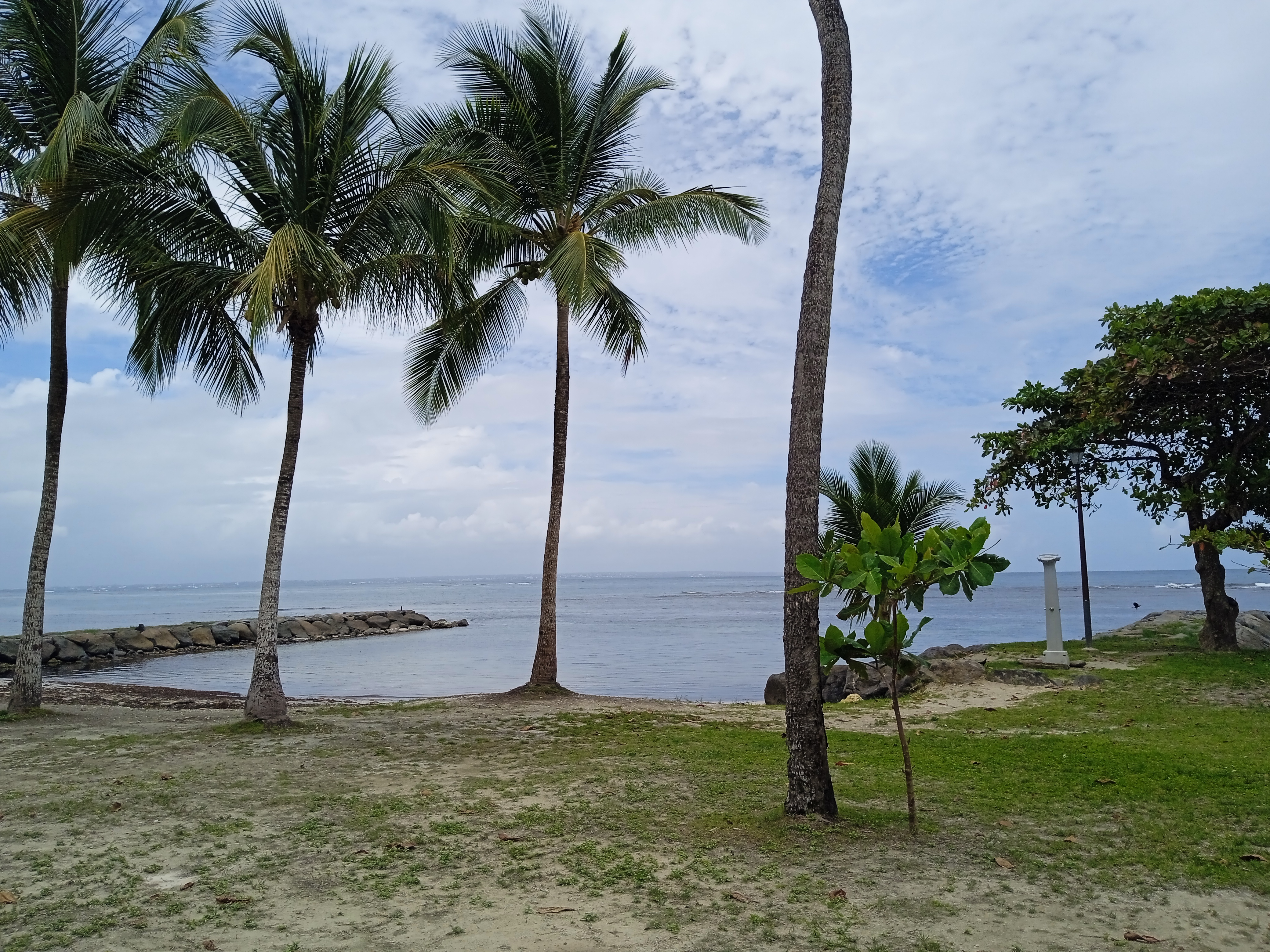
Un des bassins de la plage de Roseau.
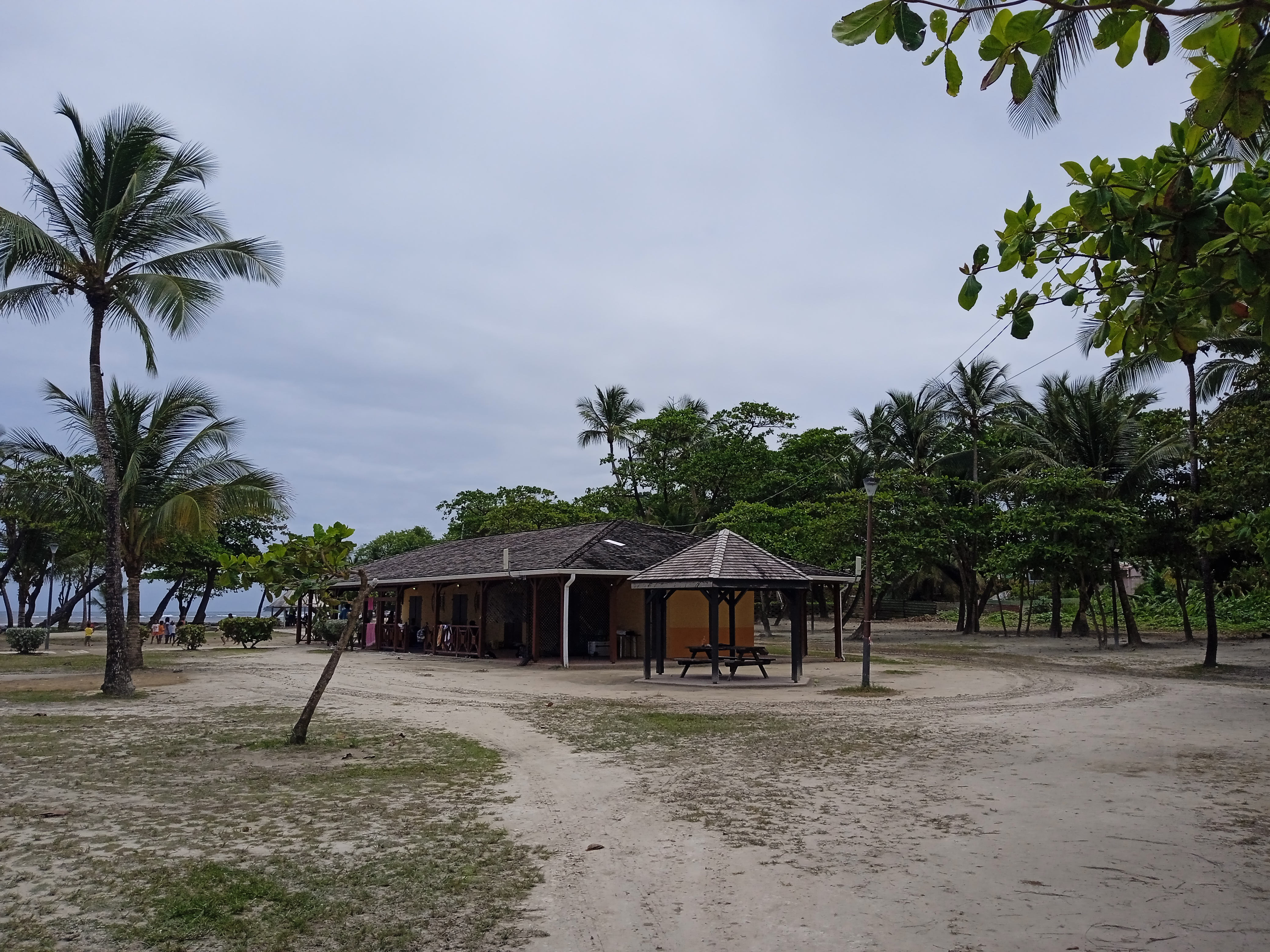